# Darbo partija
De Darbo partija (Partij van de Arbeid, DP) is een centristische en populistische politieke partij in Litouwen. Ze werd in 2003 opgericht door de Russische miljonair Viktor Uspaskich.
Bij haar eerste verkiezingen, de Europese verkiezingen van 2004, was ze veruit de meest succesvolle partij. Ze kreeg 30,2% van de stemmen en mocht 5 parlementsleden leveren. Ze sloot zich aan bij de Europese Democratische Partij en dus bij de groep van de Alliantie van Liberalen en Democraten voor Europa. Bij de parlementsverkiezingen van 2004 behaalde de partij 28,4% van de stemmen en won zo 39 van de 141 zetels, waardoor ze de grootste partij werd in het parlement van Litouwen. Na de verkiezingen vormde de Partij van de Arbeid een coalitieregering met de Sociaaldemocraten en de Nieuwe Unie.
Bij de verkiezingen van 2008 kwam de partij samen op met de Jeugd-partij. Ze verloor hevig en verkreeg maar 10 zetels in het parlement (een verlies van 29 zetels), en maar 9% van de stemmen. Omdat haar andere coalitiepartner, de Nieuwe Unie, ook hevig verloor, viel de coalitie die zij hadden gevormd met de Sociaaldemocraten. De partij kwam in de oppositie terecht, nadat er een nieuwe centrumrechtse regering was gevormd, geleid door Andrius Kubilius die voor de tweede keer premier werd. Deze regering bestond uit de Vaderland Unie, de Nationale Opstandingspartij en de Liberale Beweging van de Republiek Litouwen. De regering had een meerderheid van 72 van de 141 zetels.
In 2011 smolt de Nieuwe Unie (Sociaal-Liberalen) samen met de Darbo partija. In mei 2012 koos de partij in het Europese Parlement voor de Partij van Europese Liberalen en Democraten. Tussen 2012 en 2016 maakte de Partij van de Arbeid weer deel uit van de Litouwse regering. In die jaren werd de partij regelmatig in verband gebracht met corruptieschandalen. Bij de verkiezingen van 2016 viel de Darbo partija terug van 29 zetels naar 2. Bij de verkiezingen van 2020 klom de partij weer naar 10 zetels, die echter allemaal verloren gingen bij de verkiezingen van 2024. Bij die verkiezingen had de Partij van de Arbeid een coalitie gevormd met de Litouwse Christendemocratische Partij en de Samogitische Partij, twee kleine partijen zonder een vertegenwoordiging in het parlement, onder de naam Coalitie van de Vrede. Het leverde niets op.